# Bitumineuze shingle

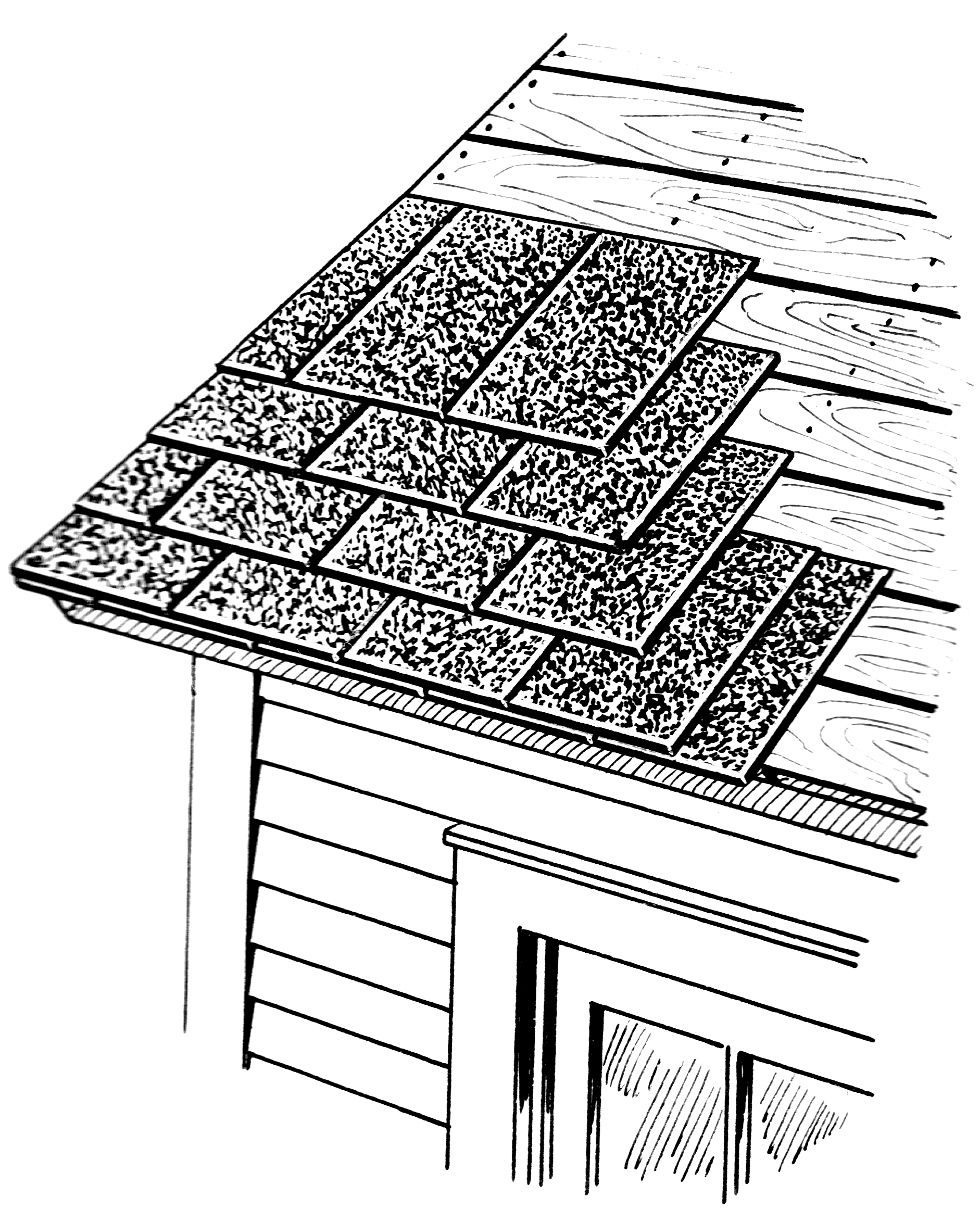
Tekening van shingles

Bitumineuze shingles of bitumineuze shingels zijn een dakbedekking bestaande uit individuele overlappende elementen die bestaan uit een met bitumen geïmpregneerd of gedrenkt ruwvilt of een mat van glasvezel. Bitumineuze shingles zijn aan beide zijden bedekt met bitumen en doorgaans zijn zijn aan de bovenzijde voorzien van een beschermlaag van minerale korrels.
De elementen zijn grofweg rechthoekig van vorm en worden in rijen gelegd. Een enkele laag kan worden gebruikt voor een waterbestendig resultaat. De bitumineuze shingles worden van onder naar boven gelegd, waarbij de bovenliggende rij deels overlappend over de onderliggende rij shingles wordt gelegd zonder doorlopende naden tussen de overlappende rijen. Shingles moeten op een egale dragende ondergrond (plaatmateriaal) gelegd worden.
In de Engelse taal kan de term 'shingles' ook duiden op dakbedekking van hout, leisteen of asbestcement. Men spreekt in het Nederlands dan van dakleien. 

## Zie ook

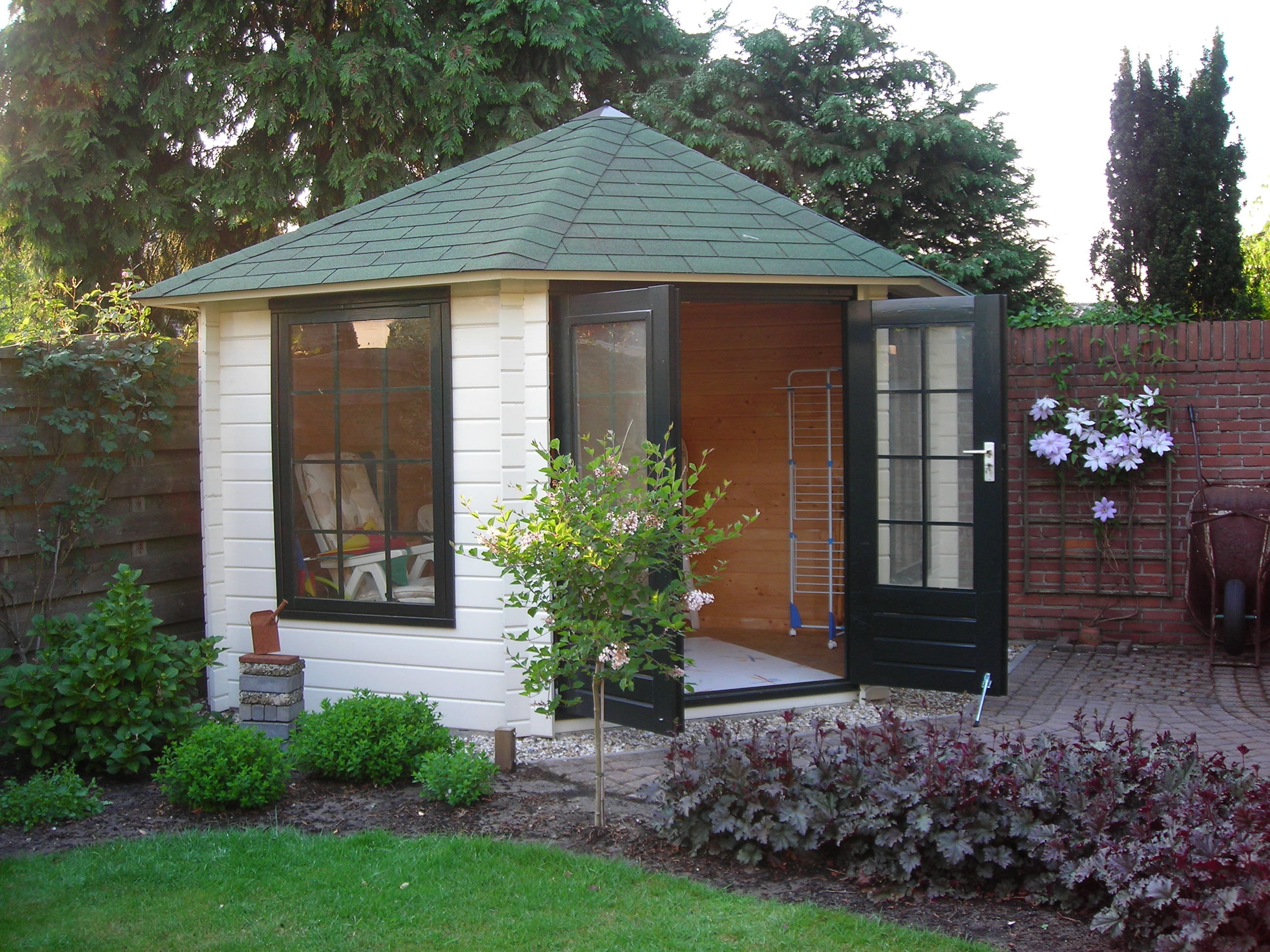
Tuinhuisje met shingles
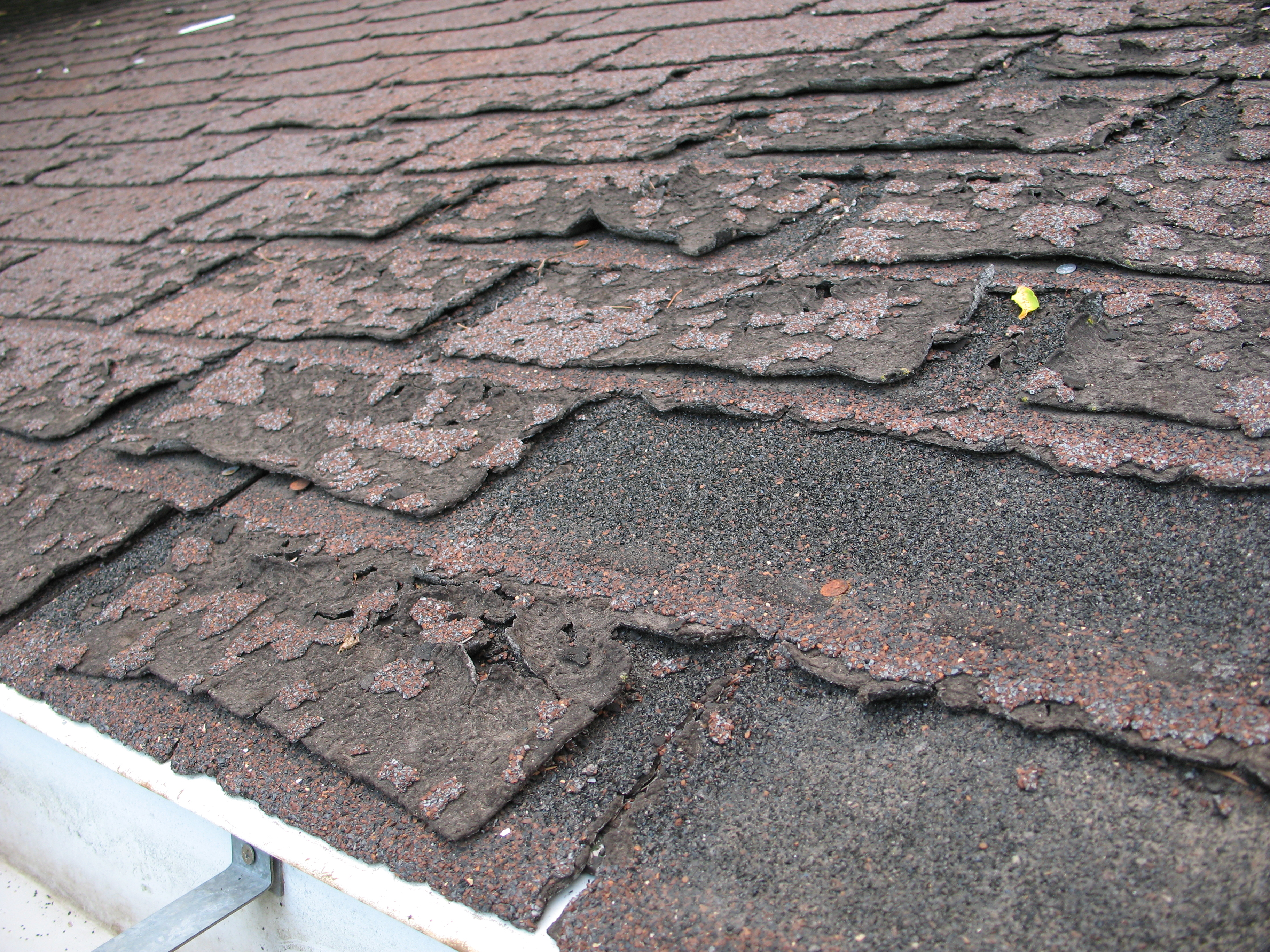
Shingles van asfalt